# Summer Madness (三代目J Soul Brothers from EXILE TRIBEの曲)
「Summer Madness」（サマー・マッドネス）は、日本の音楽グループ三代目 J Soul Brothers from EXILE TRIBEの楽曲。2015年5月29日にラジオ・プレミアされた後、同年7月8日にrhythm zoneからデジタル・ダウンロードとコンパクトディスクでシングル・リリースされた。

## 背景とリリース

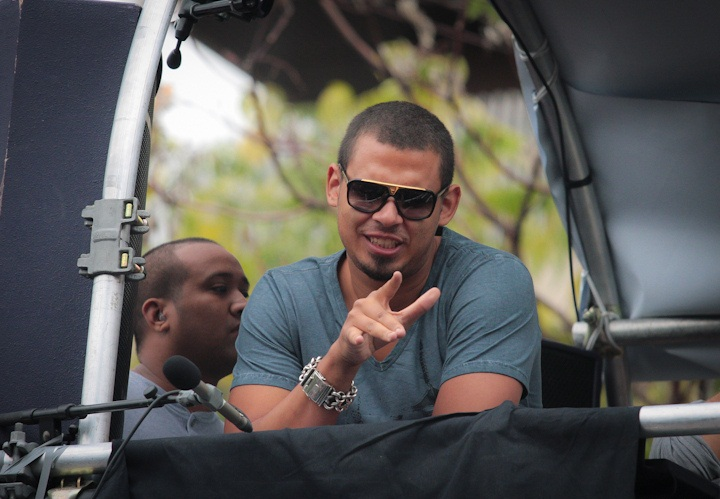
オランダの音楽プロデューサー、ディスクジョッキーアフロジャック（写真）によって「Summer Madness」は制作された。

「Summer Madness」は、日本の音楽プロデューサー・トラックメイカーSTYとオランダの音楽プロデューサー、ディスクジョッキーAfrojackによって作詞・作曲された楽曲である。また、プロデュースをアフロジャックが担当している。STYと三代目による仕事は今回が初ではなく、過去に「R.Y.U.S.E.I.」「S.A.K.U.R.A.」などでも共作している。また元々Afrojackと三代目 J Soul Brothersは、パフォーマーのELLYがInstagramにAfrojackと三代目とが写り込んだ写真を投稿するなど交流があったものの、今回のプロデューサーとしての楽曲参加自体は、三代目 J Soul Brothersのコンサート・ツアー『EXILE TRIBE PERFECT YEAR LIVE TOUR TOWER OF WISH 2014 ～THE REVOLUTION～』での三代目のライブ・パフォーマンスをAfrojackが直接鑑賞した際にグループの可能性に刺激を受けたことをきっかけとしている。楽曲はまずAfrojackがトラックを作り、そのトラックにSTYが歌詞とメロディを付けるという方法で制作された。

この楽曲は、2016年3月30日にリリースされるグループのスタジオ・アルバム『THE JSB LEGACY』からの先行シングルである。楽曲はコンサート・ツアー『三代目 J Soul Brothers LIVE TOUR 2015 “BLUE PLANET”』の2015年5月27日の公演で新曲としてパフォーマンスされ、同日シングルとしてのリリースが公式に発表された。あわせて、公式ウェブサイト上で2分14秒の音源試聴も開始された。5月29日には、今市隆二がパーソナリティを務めるJ-WAVEのラジオ番組『SPARK』でラジオ・プレミアされた。6月15日にはYouTubeでミュージック・ビデオのビデオ・プレミアが行われ、ビデオ映像も解禁された。7月8日にCDシングルならびにデジタル・ダウンロードの両規格でリリースされている。

## 構成
「Summer Madness」は、4分37秒の合計時間で構成されるエレクトロニック・ダンス・ミュージック (EDM) ソングである。J-Total Musicによれば、曲のギター譜の調は嬰ヘ短調(F)である。またヤマハミュージックメディアによると、この楽曲は4分の4拍子の8分音符を基本単位とするドラム・ビートであり、曲の拍の長さを示すBPMは130であるとされている。「Summer Madness」はVerse1 / Verse1' / Pre Hook1 / Hook / Verse2 / Pre Hook2 /Bridgeで構成される。MANTANWEBは曲の構成について、ヴァースでのボーカル・パフォーマンスを「伸びやかな歌声」だと述べ、またヴァースからフックにかけての転調について「清涼感を感じさせる曲調」から一気に「軽快でダンサブルなEDMサウンドへ展開」と指摘している。『CDジャーナル』もヴァースからフックについて『ピアノの音色をフィーチャーしたエモーショナルな長尺ビートレス・パートからドロップへと上げてゆく』と曲の転調について言及した。サビに当たるフックでは、シンセサイザーのメロディで進行し、コード進行はDm / B♭M7 / Gm7 / B♭M7-Gm7-Am7-B♭M7-Cとなっている。また同様にフックでは"It's summer madness... / It's summer madness... / It's summer madness... / It's summer madness..."と言葉が載っているが、実際にはボーカルの今市隆二と登坂広臣は歌っておらず、音サビのみ、歌詞なしのボーカルレスで進行する。『WHAT's IN?』のライター藤井徹貫とのインタビューの中で、曲のフックについてグループのボーカリスト登坂は次のように語っている：
| 「                                         | 『サビに歌がないのはJ-POPだと、まだ違和感があるかもしれませんが、世界だと常識です。僕が好きで聴いているEDMは、そういうスタイルが当たり前なので、4年くらい前から、やりたいと思っていたんです。ただ、あの時点でそういう曲をいきなりシングルにするのが難しかったのは事実です。デモ曲の中に、そういうEDMがあっても、スタッフと試聴会をやると、"どこがサビ?"という意見があったりして（笑）。それでも、そういうタイプの曲をやることで、僕らの幅も広がるので、最初にトライしてみたのが<(YOU SHINE)THE WORLD>。それがコンサートでかなり盛り上がって。その手応えを進化させたのが<R.Y.U.S.E.I.>です。あのヒットがこの<Summer Madness>に繋がったと思います。』 | 」 |
| —登坂広臣（『WHAT's IN?』2015年8月号より） | |    |

また、グループのパフォーマー山下健二郎は曲のアウトロについて「夏の終わりを感じさせるような切なさを持っているアウトロ」であると述べている。M-ON! MUSICのレジーは、この「印象的なシンセのメロディ＋歌わずにダンス」という構成をV6の「Wait for You」と共通していると指摘した。『WHAT's IN?』の松浦靖恵は、サビが音サビのみで歌詞もあえて意味を求めずにノリと音で遊んでおり、シングル曲である点を踏まえると「かなりブッ飛んでいる楽曲」と指摘している。加えて、『CDジャーナル』はこの楽曲を2014年のシングル曲「R.Y.U.S.E.I.」の勢いを引き継いだ曲だと述べている。

## 評価
「Summer Madness」は、何人かの音楽評論家から評価を受けている。ranking boxの木村桂子は『まさに“今旬”。聴いているだけでテンションがアガってくる、夏にぴったりのアッパーチューン。サビで響いてくるビートに心も体も持っていかれそうで、否応なしに体が動いてしまうだろう。』と評している。『CDジャーナル』は「Summer Madness」について夏にぴったりと指摘した上で「ガチEDMチューン」だと評している。MANTANWEBは、楽曲を『夏らしいアッパーさ全開のキラーチューンに仕上がっている』と指摘した。
「Summer Madness」は日本国内でも商業的成功を収めている。ビルボードジャパンによるJapan Hot 100チャートでは、Japan Hot 100の構成チャートであるTwitterチャートで6位、ラジオエアプレイチャートで78位を記録したことで、2015年6月15日付のHot100チャートで87位でチャートデビューしている。登場3週目となる6月29日付のHot 100ではミュージック・ビデオが解禁されたことでYouTubeチャートで1位を獲得。これによりJapan Hot 100でも「Summer Madness」は前週の48位から6位までジャンプアップした。その後も総合14位、9位と少しずつチャートを上下した。登場6週目となる7月20付のチャートでは、デジタル・ダウンロード、CDシングルがそれぞれ発売されたことでセールスがチャートに加わった。サウンドスキャンジャパンによるCDシングル売上の速報レポートでは、7月6日から7月8日までの3日間の売上で2位以下を大きく引き離した状態にあることが報告された。1週間の全集計では、CDレンタルや友人間のCD貸し借りを集計したルックアップチャートではμ'sの「SUNNY DAY SONG」に続いて2位、一方フィジカル、デジタル・ダウンロード、Twitter、YouTube、ストリーミングの5指標では1位を獲得し、総合では2位以下を大きく引き離してのHot 100チャート首位に上り詰めている。楽曲はその後も登場15週目となる9月21日付のHot 100チャートまでトップ20圏内を維持し続け、更に2016年1月11日付のチャートでは前週の27位から第9位まで再浮上した。この上昇についてビルボードジャパンは、日本レコード大賞や紅白歌合戦といった2015年の音楽シーンを振り返る特番が放映された影響ではないかと分析している。この週は「R.Y.U.S.E.I.」「Unfair World」と合わせ、三代目は3曲をHot 100チャートのトップ10圏内に送り込んでいる。加えて、Japan Hot 100の年間チャート「Billboard Japan Hot 100 Year End」では第7位を記録している。またオリコンの集計によると、シングル盤『Summer Madness』は2015年7月20日付のオリコン週間シングルランキングで発売初週に19.5万枚を売り上げ1位を獲得している。この売上枚数は前作『STORM RIDERS feat. SLASH』の発売初週売上10.8万枚から8万枚以上アップしたものだとオリコンは指摘している。これにより、グループにとってオリコンシングルランキング通算4作目の首位獲得となった。オリコンの2015年CDシングル年間ランキングではシングル盤『Summer Madness』は24位に選出されている。日本レコード協会からはデジタル・ダウンロードでプラチナ、フィジカルでプラチナと「Summer Madness」はそれぞれゴールドディスクの認定を受けており、50万ユニット以上の売上が認められている。

## 受容
「Summer Madness」は、いくつかの音楽賞や記録を受賞、打ち立てている。2015年の第48回日本有線大賞では同曲で大賞を受賞した。『CD&DLでーた』が2015年に調査した「2015年1番思い出に残っている曲」ランキングでは「Summer Madness」は19位を記録している。2015年にLINEが発表した、音楽配信サービス、LINE MUSICの2015年中のサービス利用動向をまとめた「LINE MUSIC Archives 2015」によると、「Summer Madness」は2015年に同サービスにおいて最も再生回数が多かった楽曲に選出されている。レコチョクが2015年に発表した「レコチョク年間ランキング2015」では17位に選出されている。Gracenote Japanは「2015年を象徴する音楽のムード」を2015年に発表した。この調査はBillboard Japan Hot 100年間チャートのトップ100曲の楽曲を対象に解析され、チャートインした楽曲の曲調などを調べたものである。グレースノートによると、「Summer Madness」は2015年の日本の音楽において「エキサイティング」、「アップビード」、テンポの早さを表す「Urgent（切迫した）」などのムードを形成する要因のひとつとなったことが報告された。「Summer Madness」以外にも、2015年はSEKAI NO OWARI「Dragon Night」、テイラー・スウィフト「シェイク・イット・オフ」、カーリー・レイ・ジェプセン「アイ・リアリー・ライク・ユー」、三代目J Soul Brothers from EXILE TRIBEの「R.Y.U.S.E.I.」などダンス・ポップの楽曲がチャートの上位を占めたことにより、上記のムードが目立つことが2015年の日本の音楽の特徴であるとグレイスノートは報告、分析している。

## ミュージック・ビデオ

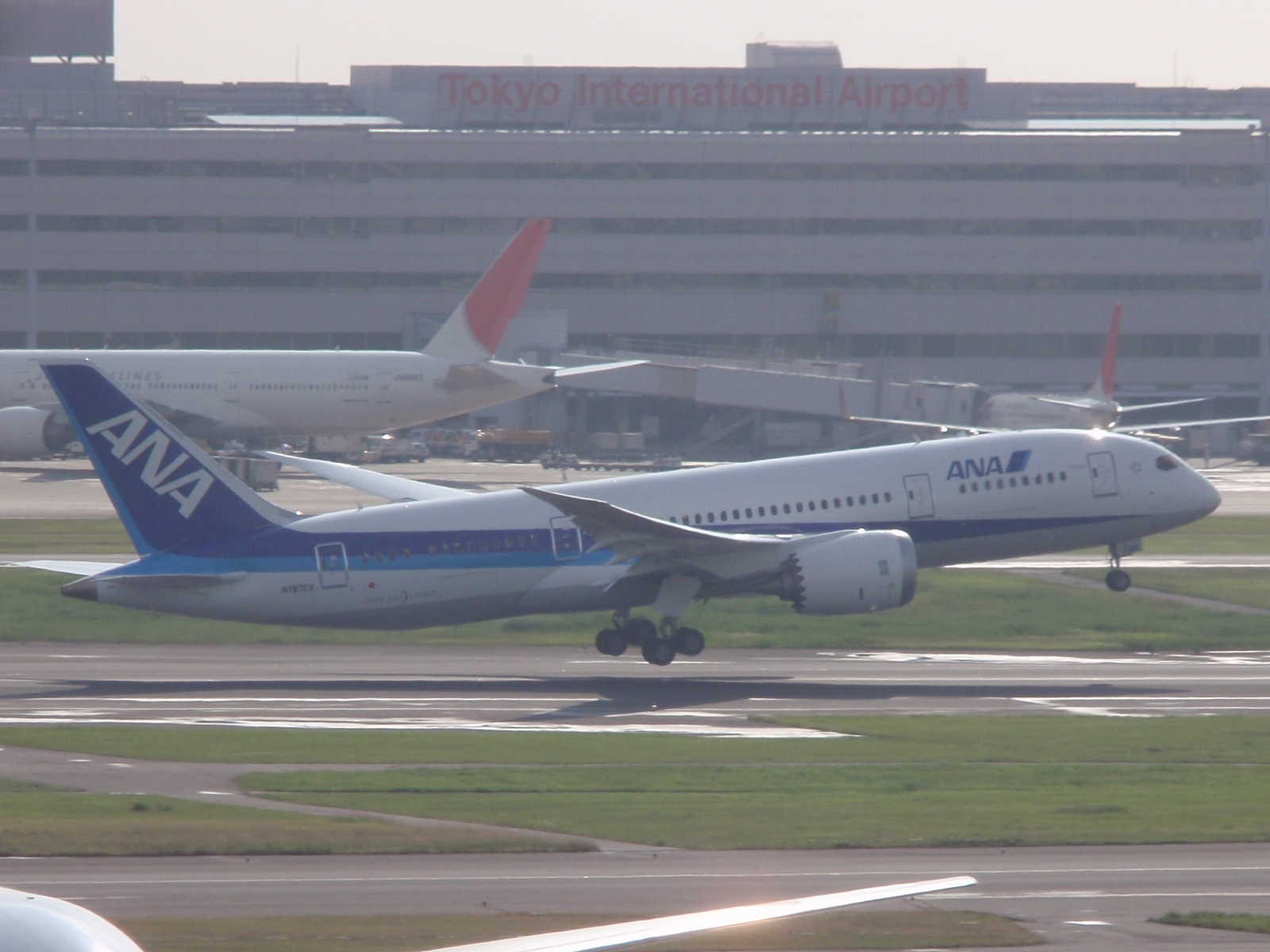
ビデオの撮影のため、ボーイング787（写真）はフライトを終えた機体がそのまま格納庫に収容され、使用された。

「Summer Madness」のミュージック・ビデオは、2015年6月15日にYouTubeで解禁され、三代目 J Soul Brothersのメンバーに加え、Afrojack、PKCZ®（DJ MAKIDAI、VERBAL、DJ DARUMA）も出演している。この楽曲はANAとのタイアップで「2015 夏の旅割」のコマーシャルソングとしても使用された経緯もあり、ビデオの撮影は大阪国際空港のANA格納庫を貸切って2日間かけて行われた。この撮影について監督の久保は以下のように語っている：
| 「 | 「三代目 J Soul Brothers、Afrojack、PKCZ®、ANAというビックネームのコラボレーションを全面〔ママ〕に出し、格納庫という巨大な空間と飛行機の迫力、かつカット割りやスピード感のあるカメラワークでダイナミックかつ疾走感のある作品にしたいと思い制作しました。」 | 」 |

ビデオでは、「夏の夕方から夜にかけてパーティーの始まり」が描かれており、フライトを終えたボーイング787が撮影のために格納庫に収容され、その機体をバックに水着姿の500人の女性らとともにANA格納庫をクラブ化の上、三代目が歌って踊るという内容になっている。また「R.Y.U.S.E.I.」のビデオの振り付けで行われたランニングマンポーズ同様、今作中でも「ジェットマン」と呼ばれる、飛行機やパイロットをモチーフにした振り付けが存在し、この振付はパフォーマーのELLYが考案した。

## リミックス
「Summer Madness」はオフィシャル・リミックスが制作されており、アプスターによる"Apster Remix"、大沢伸一による"SHINICHI OSAWA Remix"、DJ MAKIDAIとVERBAL、DJ DARUMA、HIROからなるPKCZ®による"PKCZ® Remix"という3つのバージョンが存在している。"Apster Remix"は、アプスターとアフロジャックの2人が同じスタジオにいた際に、Afrojackがメロディと日本語の歌詞が付いた「Summer Madness」をアプスターに聞かせたことがきっかけとなり、制作された。この音源を聴いたアプスターは「とても素敵なフィーリングなサウンドと日本語のボーカルのコンビネーションがヤバい」と感じ、リミックスの制作をAfrojackに申し出。リミックス制作に至っている。このリミックスについて、アプスターは次のようにコメントしている：
| 「 | スタジオでニック（Afrojack）と居た時に、「Summer Madness」を聴かせてくれたんだ。すぐ楽曲が気に入ったよ。とても素敵なフィーリングなサウンドと日本語のボーカルのコンビネーションがヤバいなって思ってリミックスしてみたいと興味が湧いたよ。だから、ニック（Afrojack）にリミックス作って良いか頼んでみたら、リミックス出来る事になったんだよ！今回のリミックスは典型的なApsterサウンドにしたんだ。Bleepy(ブリーピー)でエネルギッシュなドロップ、高揚感のあるブレイクのメロディー。かっこ良く仕上がったと思うよ！ | 」 |

"SHINICHI OSAWA Remix"は、原曲がコンサートで盛り上がる要素が必須であるという点を踏まえ、「リアルなナイトクラブに向けて」をコンセプトにミックスされた。大沢はこのリミックスについて「自分のセットで使いたいミックスに仕上がりました。」とコメントしている。"PKCZ® Remix"では、VERBALによるラップパートが追加されている。これら3つのリミックスはデジタル・ダウンロードによる音楽配信販売ならびにCDシングルに収録され、入手が可能となっている。

## ライブ・パフォーマンス
「Summer Madness」は、テレビ番組やライブ・イベント、コンサートツアーなど複数回にわたってライブ・パフォーマンスされている。楽曲は彼らのコンサートツアー『三代目 J Soul Brothers LIVE TOUR 2015 “BLUE PLANET”』の2015年5月27日の公演で新曲として初めてライブ・パフォーマンスされている。加えて、2015年6月21日の24:10(JST)放送のNHK『MUSIC JAPAN』で披露されたほか、同年7月4日の24:58 (JST)放送のTBS系『COUNT DOWN TV』、同じく7月10日放送のテレビ朝日『ミュージックステーション』、同7月11日放送のフジテレビ系『MUSIC FAIR』、同7月29日放送フジテレビ系『FNSうたの夏まつり』といった日本の複数のテレビ番組でもパフォーマンスされている。更にアメリカ合衆国マイアミを発祥とする都市型音楽フェス『ULTRA JAPAN 2015』（東京お台場、2015年9月19日）では、Afrojackのステージに三代目がサプライズで登場した。ステージの終盤に三代目が登場し、曲をAfrojackが回し、三代目が歌い踊ることで「Summer Madness」がライブ・パフォーマンスされた。PKCZ®が2015年10月31日に行ったハロウィンパーティ『U・F・O 〜ELECTRIC HALLOWEEN〜』でも「Summer Madness」は歌唱された。このイベントでは今市隆二と登坂広臣の2人がスペシャル・ゲストとして登場し、PKCZ®の楽曲のリミックスにあわせ、ボーカル・パフォーマンスを行った。
2015年11月22日に東京国立代々木競技場第一体育館にて行われた、テレビ朝日が主催するライブ・イベント「5th Anniversary〜 テレビ朝日ドリームフェスティバル2015」の2日目公演でも「Summer Madness」はライブ・パフォーマンスされた。このパフォーマンスでは、三代目のメンバーにSAMURIZE from EXILE TRIBEと更に17人のダンサーが加わってパフォームされ、メインステージの各左右両端にはボーカル2人が配置され、歌唱。他のパフォーマー、ダンサーはメインステージと客席まで伸びるセンターステージを埋め尽くした。曲の終盤では三代目の7人によるタオルを振り回す演出がなされている。このライブでは他に「Eeny, meeny, miny, moe!」「STORM RIDERS feat. SLASH」「O.R.I.O.N.」「冬物語」「Powder Snow 〜永遠に終わらない冬〜」「Unfair World」「(YOU SHINE) THE WORLD」「君の瞳に恋してる -Can't Take My Eyes Off You-」「J.S.B. DREAM」「R.Y.U.S.E.I.」もパフォーマンスされている。2015年12月25日に千葉県千葉市の幕張メッセ・イベントホールから放送された『MUSIC STATION SUPER LIVE 2015』では「Summer Madness」と「R.Y.U.S.E.I.」の2曲がパフォーマンスされた。同年12月14日に行われた第48回日本有線大賞にて「Summer Madness」が大賞を受賞した際にも楽曲は披露されている。この時は大賞発表後にボーカルの登坂や今市が受賞に際してのコメントを述べ、その後そのままパフォーマーと共に曲がパフォーマンスされた。同年12月31日にNHKで放映された紅白歌合戦でも「Summer Madness」はライブ・パフォーマンスされている。

## 規格と収録曲
| 全作詞・作曲: Afrojack, STY。 |                                           |               |               |            |      |
| #                             | タイトル                                  | 作詞          | 作曲・編曲    | リミックス | 時間 |
| 1.                            | 「Summer Madness (feat. Afrojack)」       | Afrojack, STY | Afrojack, STY |            | 4:37 |
| 2.                            | 「Summer Madness (Apster Remix)」         | Afrojack, STY | Afrojack, STY | Apster     | 4:36 |
| 3.                            | 「Summer Madness (SHINICHI OSAWA Remix)」 | Afrojack, STY | Afrojack, STY | 大沢伸一   | 5:28 |
| 4.                            | 「Summer Madness (PKCZ® Remix)」          | Afrojack, STY | Afrojack, STY | PKCZ®      | 5:32 |
| 5.                            | 「Summer Madness (Instrumental)」         | Afrojack, STY | Afrojack, STY |            | 4:34 |
| 合計時間:                     | 合計時間:                                 | 合計時間:     | 24:50         |            |      |

| #  | タイトル                                 | 作詞 | 作曲・編曲 |
| -- | ---------------------------------------- | ---- | ---------- |
| 1. | 「Summer Madness」(ミュージック・ビデオ) |      |            |

| #  | タイトル                            | 作詞 | 作曲・編曲 | 時間 |
| -- | ----------------------------------- | ---- | ---------- | ---- |
| 1. | 「Summer Madness (feat. Afrojack)」 |      |            | 4:37 |

## 収録アルバム
| 収録アルバム          | 楽曲                          | 曲順 |
| --------------------- | ----------------------------- | ---- |
| THE JSB LEGACY        | Summer Madness feat. Afrojack | 3    |
| THE JSB WORLD(DISC-3) | Summer Madness feat. Afrojack | 6    |

## クレジット
- Words:STY
- Produced:Afrojack, STY
- Co-Prodced:STY for Digs, Inc. Group
- Vocal Produced:STY
- Additional Instruments and Programming:STY
- Mixed:Afrojack at Afrojack Studios
- Assistant Engineer:Elio Debets
- Recorded:naoki Kakuta at DCH STUDIO
- Vocal Mixed:D.O.I. at Daimonion Recordings

シングル盤『Summer Madness』ライナーノーツより

## チャート、ゴールド等認定
| チャート（2015年）               | 最高 順位 |
| -------------------------------- | --------- |
| 日本オリコンCDシングルランキング | 1         |
| Billboard Japan Hot 100          | 1         |

| チャート（2016年）      | 最高 順位 |
| ----------------------- | --------- |
| Billboard Japan Hot 100 | 9         |

| チャート（2015年）                      | 最高 順位 |
| --------------------------------------- | --------- |
| 日本オリコンCDシングルランキング（8月） | 3         |

| チャート（2015年）               | 最高 順位 |
| -------------------------------- | --------- |
| 日本オリコンCDシングルランキング | 24        |
| Billboard Japan Hot 100          | 7         |

| 国、地域 | 認定                     |
| -------- | ------------------------ |
| 日本     | プラチナ（ダウンロード） |
| 日本     | プラチナ（CD）           |

## リリース日一覧
| 国   | リリース日    | 規格                          |
| ---- | ------------- | ----------------------------- |
| 日本 | 2015年5月29日 | ラジオ・プレミア              |
| 日本 | 2015年6月15日 | ミュージック・ビデオ          |
| 日本 | 2015年6月26日 | ラジオ (SHINICHI OSAWA Remix) |
| 日本 | 2015年7月8日  | デジタル・ダウンロード        |
| 日本 | 2015年7月8日  | CDシングル                    |